# Aisy-sous-Thil
Aisy-sous-Thil là một xã ở tỉnh Côte-d'Or trong vùng Bourgogne-Franche-Comté, phía đông nước Pháp. Khu vực này có độ cao trung bình 357 mét trên mực nước biển.